# Sainte-Gemme-Martaillac
 Sainte-Gemme-Martaillac  là một xã của tỉnh Lot-et-Garonne, thuộc vùng Nouvelle-Aquitaine, tây nam nước Pháp.